# Artisanat et arts populaires dans l'État de Guanajuato

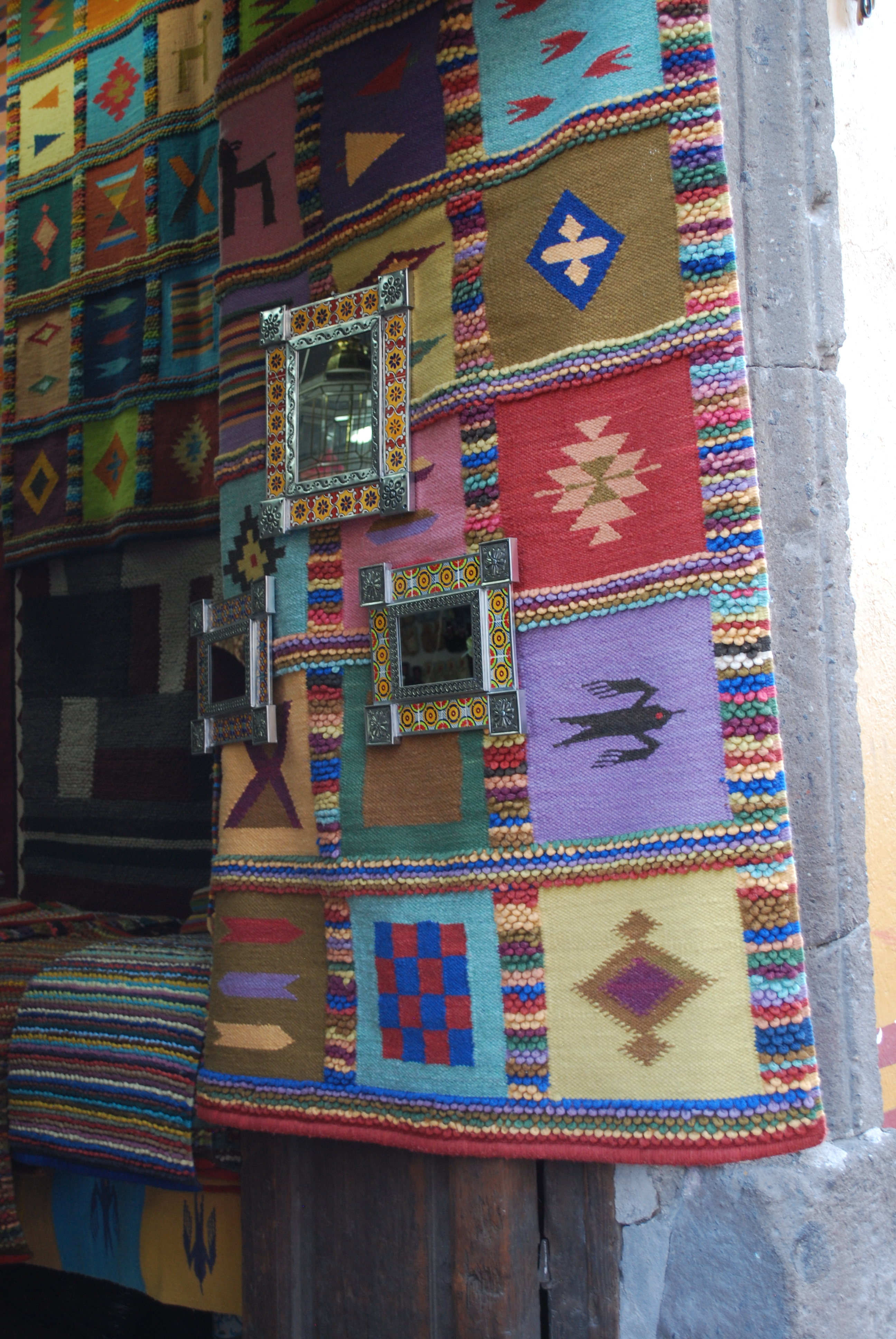
Entrée d'un magasin d'artisanat à San Miguel de Allende avec des tapis et des miroirs à cadre métallique.

L'artisanat et les arts populaires dans l'État de Guanajuato sont pour la plupart d'origine européenne, bien que certains travaux indigènes subsistent encore dans certaines communautés. L'artisanat le plus remarquable est la fabrication de la poterie de majolique émaillée, suivie par les jouets traditionnels faits à la main de divers matériaux, en particulier une mache en papier dur appelée cartonería. Bien que l'artisanat ne soit pas une grande industrie ici comme dans d'autres États, il existe plusieurs grands marchés artisanaux qui vendent aux touristes et aux résidents étrangers. D'autres traditions artisanales comprennent le travail du fer forgé, l'étain et le verre, la sculpture sur bois et le travail du cuir.

## Vue d'ensemble

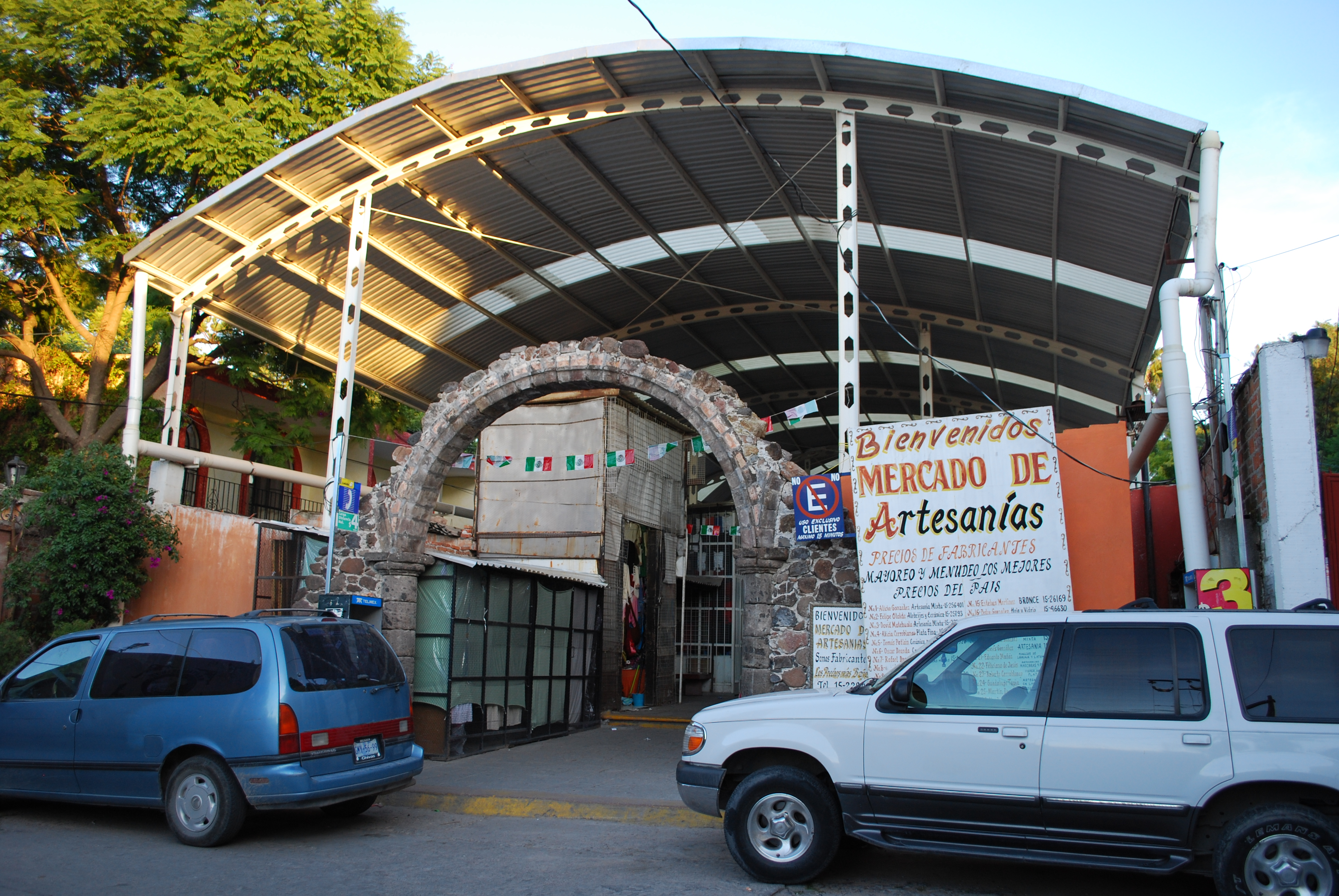
Entrée d'un marché d'artisanat à San Miguel de Allende.

L'artisanat de Guanajuato est dominé par des produits et des dessins d'origine européenne, tels que la poterie émaillée, les sarapes, les rebozos, les articles en étain, le fer forgé et l'argent, bien que ce qui est fait et leur aspect varie selon les différentes communautés du pays. Ils sont plus austères que ceux d'autres régions du Mexique qui a une plus grande variété de couleurs plus vives en raison de l'influence plus autochtone. Cependant, certains métiers d'art montrent l'influence des groupes indigènes de l'État (Otomi, Purépecha et Chichimèque Jonaz (en)), mais ils sont très locaux.
Contrairement à de nombreux autres États producteurs d'artisanat, la plupart des artisans de Guanajuato sont à plein temps, avec peu d'alternance de cette activité avec l'agriculture. Cependant, le nombre d'artisans est limité et l'État ne produit pas les mêmes quantités que d'autres comme Chiapas, Guerrero, Oaxaca ou Michoacán. Comme les artisans d'autres régions, ils peuvent provenir de familles qui produisent un artisanat particulier depuis des générations ou être nouveaux dans l'activité en raison de la popularité de l'artisanat mexicain auprès des touristes et des collectionneurs. Au premier trimestre 2014, les exportations d'artisanat et de meubles de Guanajuato ont totalisé 47,69 millions de dollars, mais ce nombre ne provient que de quarante entreprises qui exportent.
Bon nombre de ces marchandises sont vendues dans des points de vente importants comme Guanajuato et San Miguel de Allende, ce qui en fait des destinations importantes pour les acheteurs d'artisanat. C'est particulièrement vrai pour San Miguel de Allende, car il est populaire auprès des touristes et des retraités américains. Elle vend non seulement des marchandises de l'État, mais aussi d'autres régions du Mexique. La Casa del Diseño en San Miguel de Allende, qui fait partie de la famille Llamas depuis le début du XXe siècle, est l'un des principaux débouchés des produits de Guanajuato. En plus de vendre des produits de Guanajuato et d'autres régions du Mexique, c'est aussi un atelier familial qui produit des articles en étain et en verre.

## Types d'artisanat

### Poterie

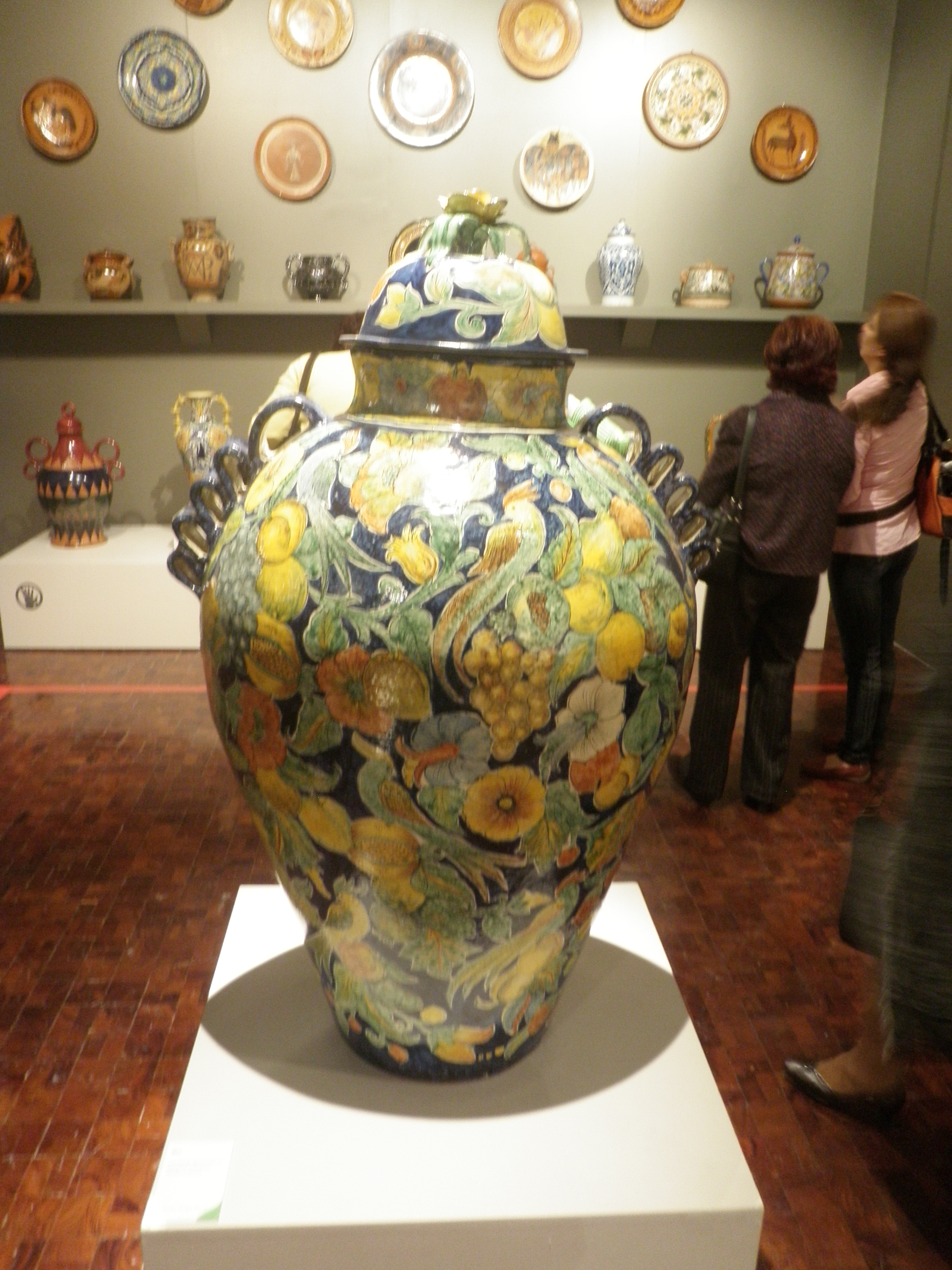
Grande jarre majolique appelée « tibor »de Salamanca exposée au Museo de Arte Popular à Mexico.

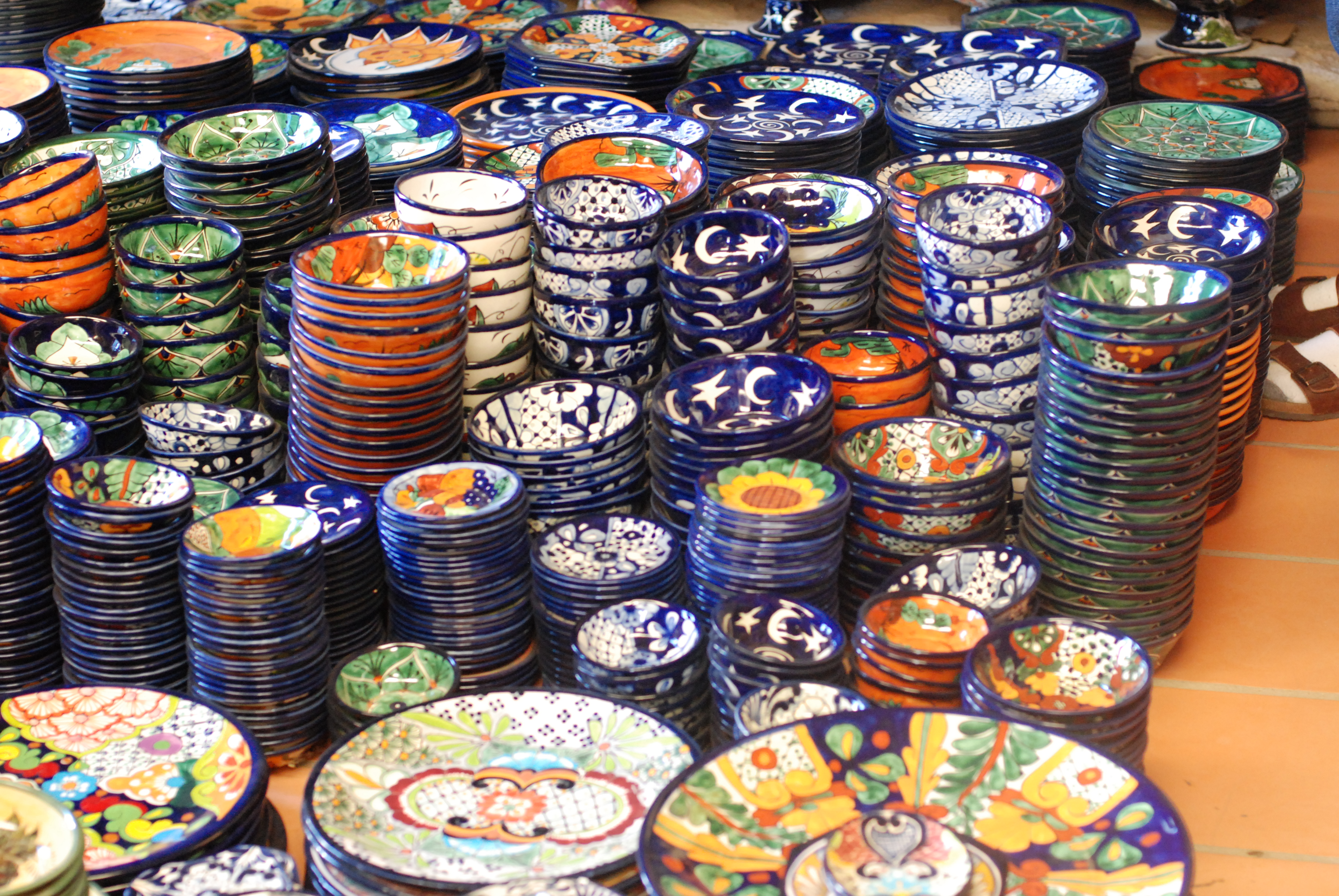
Marchandises de Dolores Hidalgo.

Guanajuato produit de la poterie émaillée et non émaillée. Dans les petites communautés indigènes, on produit des pièces brunes à décor noir. La ville de Guanajuato fabrique de la céramique noire à décor doré, un style introduit par un artisan nommé Behrens. Ce n'est pas traditionnel mais son travail a été imité, souvent pas avec la même qualité. Cependant, une vaisselle émaillée appelée majolique est l'artisanat le plus représentatif de l'État.
Cette poterie trouve son origine dans les objets recouverts d'une épaisse glaçure blanche, apportés au Mexique par les Espagnols au XVIe siècle sous le même nom. Sa fabrication à Guanajuato a été établie à l'époque coloniale, quand elle a évolué pour prendre son propre aspect,. Elle a prospéré ici grâce à la richesse que les mines d'argent de l'État ont produite, ce qui a permis la création d'articles de luxe ainsi que des pièces plus communes. Cette technique, qui n'a pas beaucoup changé au cours des 400 dernières années, a été utilisée pour fabriquer des assiettes, des pots, des récipients de stockage, des tasses, des tasses, des tasses, des bouteilles, des pots de fleurs et plus encore,. Les motifs décoratifs n'ont pas beaucoup changé non plus depuis l'époque coloniale. Certains de ces modèles ont été copiés à partir de pièces espagnoles, mais ont été adaptés aux goûts mexicains. Aujourd'hui, les dessins comprennent généralement des animaux, des plantes et des êtres humains (de la culture populaire et de l'histoire), ainsi que des rayures et des motifs géométriques.
Les couleurs de la majolique sont vives mais distinctes de celles des autres produits mexicains. Cette technique a la même origine que la poterie Talavera de Puebla, plus connue, et peut avoir beaucoup des mêmes couleurs ; cependant, le terme talavera est légalement réservé uniquement aux céramiques produites dans certaines parties de Puebla,.
Bien que fabriqués dans différentes parties de la région du Bajío de l'État, les deux principaux centres de production et de vente sont Dolores Hidalgo et la ville de Guanajuato. Les ateliers vont des petites entreprises familiales aux grandes entreprises à forte production. Certains des ateliers les plus prestigieux se trouvent à Dolores Hidalgo, où l'on dit que le Père Hidalgo a introduit le métier,. L'argile utilisée pour la poterie de la majolique dans l'état est également extraite près d'ici. La plupart des motifs traditionnels sont présents dans ce travail, en particulier la décoration florale typique, polychrome sur fond blanc, souvent avec des rouges et des verts. Cependant, il y a des preuves de l'industrialisation.
Les produits majoliques ont remporté des concours nationaux et sont vendus au Mexique et à l'étranger. Gorky González Quiñones, lauréat du Prix national mexicain des arts et des sciences, est un artisan notable. Il reproduit des pièces de l'époque coloniale, à partir de pièces qui ont survécu à l'époque ainsi que des pièces originales basées sur des dessins anciens. Un motif commun est l'aigle du sceau mexicain, représenté avec des ailes déployées
.

### Jouets traditionnels

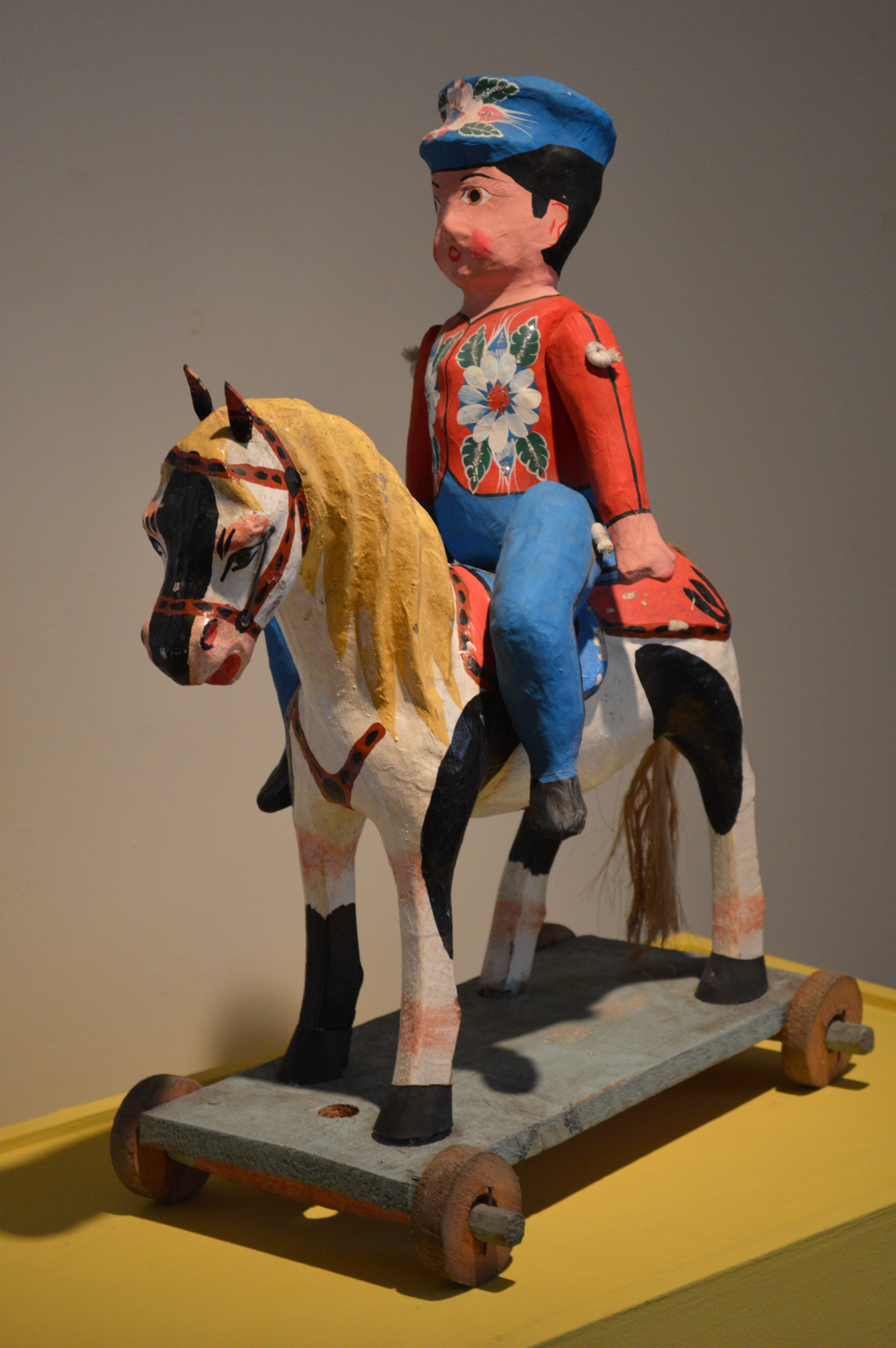
Soldat et cavalier de la cartonería de Celaya.

Beaucoup de jouets traditionnels du Mexique ne sont pas uniques au pays, mais ils ont développé leurs propres styles. Les plus traditionnels sont fabriqués à la main à partir de divers matériaux et restent populaires, bien qu'ils aient perdu du terrain au profit d'articles produits en série. Elles sont aussi devenues des pièces de collection, bien qu'elles ne soient généralement pas marquées par le fabricant. Cela rend également difficile, pour les jouets Guanajuato, d'avoir une dénomination d'origine malgré la tradition bien établie.
Les jouets sont fabriqués dans différentes communautés telles que Guanajuato, San Miguel de Allende, Dolores Hidalgo, San Luis de la Paz, San Felipe Torres Mochas, San Francisco del Rincón, Silao, Irapuato, Celaya, Juventino Rosas et Jerúcaro. Le marché principal pour eux est Celaya, en particulier ceux en cartonería (un papier mâché dur) ou en fer-blanc. La plus forte demande pour ces jouets est pour Noël, l'Épiphanie (les rois mages) et Corpus Christi,.
La plupart des jouets traditionnels sont fabriqués à partir de carton, car Guanajuato est un important producteur d'articles à partir de ce matériau. Il est utilisé pour fabriquer des poupées (Lupitas), des personnages de charro, des masques et plus encore dans des villes comme San Miguel de Allende, Cortazar, Silao, Celaya, San Miguel de Allende et Juventino Rosas,. Celaya est particulièrement connue pour la fabrication de jouets en carton et de figurines de Judas, ainsi que de mojigangas (es) et autres.
Les jouets, en particulier les miniatures, sont sculptés dans le bois, ce qui inclut des meubles de maison de poupée, des figures animales articulées et des figures humaines telles que des boxeurs. Juventino Rosas et Silao sont particulièrement célèbres pour ce travail et l'un des artisans notables était Gumersindo España Olivares, dont le travail a été vanté par le chanteur Juventino Rosas.
Des figurines en argile appelées arroz (riz) ou arrocito (petit riz) sont fabriquées, généralement pour former des objets en forme de plat pour les maisons de poupées. Il s'agit notamment d'assiettes, de pots, de tasses, de drapeaux, de drapeaux, de théières et d'autres articles, généralement de couleur marron, rouge, bleu, vert et jaune. De petites armoires en bois de copillo blanc sont faites pour les ranger et les exposer,.
De petits paniers et des figurines en étain et en plomb sont également fabriqués.

### Textiles
Par le passé, Guanajuato produisait une quantité importante de textiles en coton, en particulier des rebozos. À son apogée, ils étaient fabriqués dans des villes comme Valle de Santiago, Yuririhapundaro, León, Uriangato et Moroleón, mais aujourd'hui seule León fabrique une petite quantité de rebozos de coton de bonne qualité.
Les textiles de laine restent importants, tissés ou tricotés dans un certain nombre de villes. Il s'agit notamment des sarapes de haute qualité tissées à Coroneo et à San Luis de la Paz. Ceux de Coroneo sont généralement en noir et blanc, avec des motifs de diamants, de cercles et de serpents. La laine est également tissée pour fabriquer des jorongos (es), des rebozos, des tapis et des coussins, et tricotée pour fabriquer des pulls, des vestes, des chaussettes, des foulards, des gants et des chapeaux. Certains ateliers fonctionnent encore avec de vieux métiers à pédales.
San Miguel de Allende fait des sarapes avec des motifs décoratifs modernes en plusieurs couleurs.

### Travail du cuir

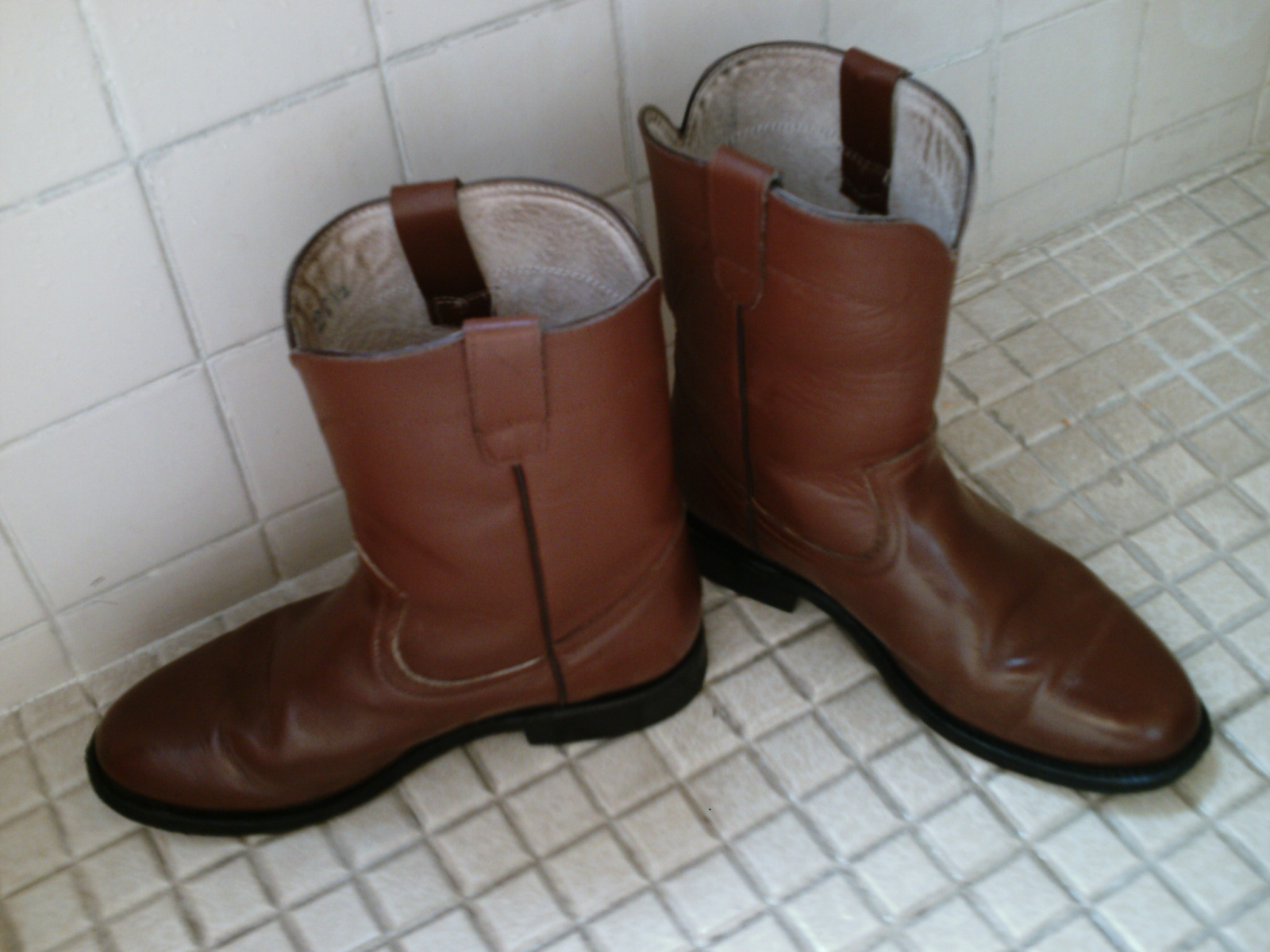
Bottes en cuir de León.

León est connue pour sa maroquinerie et sa cordonnerie. Bien que plus connus pour les chaussures, une variété d'articles en cuir fabriqués à la main sont fabriqués tels que les huaraches, les ceintures, les sacs et porte-documents. Les ateliers de maroquinerie de León travaillent également avec des modèles plus récents, en particulier pour les sacs à main féminins, tels que les sacs en cuir et les sacs de palme tissés qui sont fabriqués à Leon, à la Estación del Ferrocarril de León (station de train de León) et à Árbol de Viento (arbre de vent),.

### Verrerie
L'art du soufflage du verre a été apporté à l'État depuis l'Europe. Un des centres de production est San Miguel de Allende, utilisé pour la fabrication de bouteilles, vases, tasses et verres à shot. Javier Alvarez Domenzain, qui travaille dans son usine appelée Gajuye, est l'un des artisans les plus connus. Le verre est également associé à l'étain pour fabriquer des miroirs, des boîtes et des lampes de formes variées.

### Travail du métal

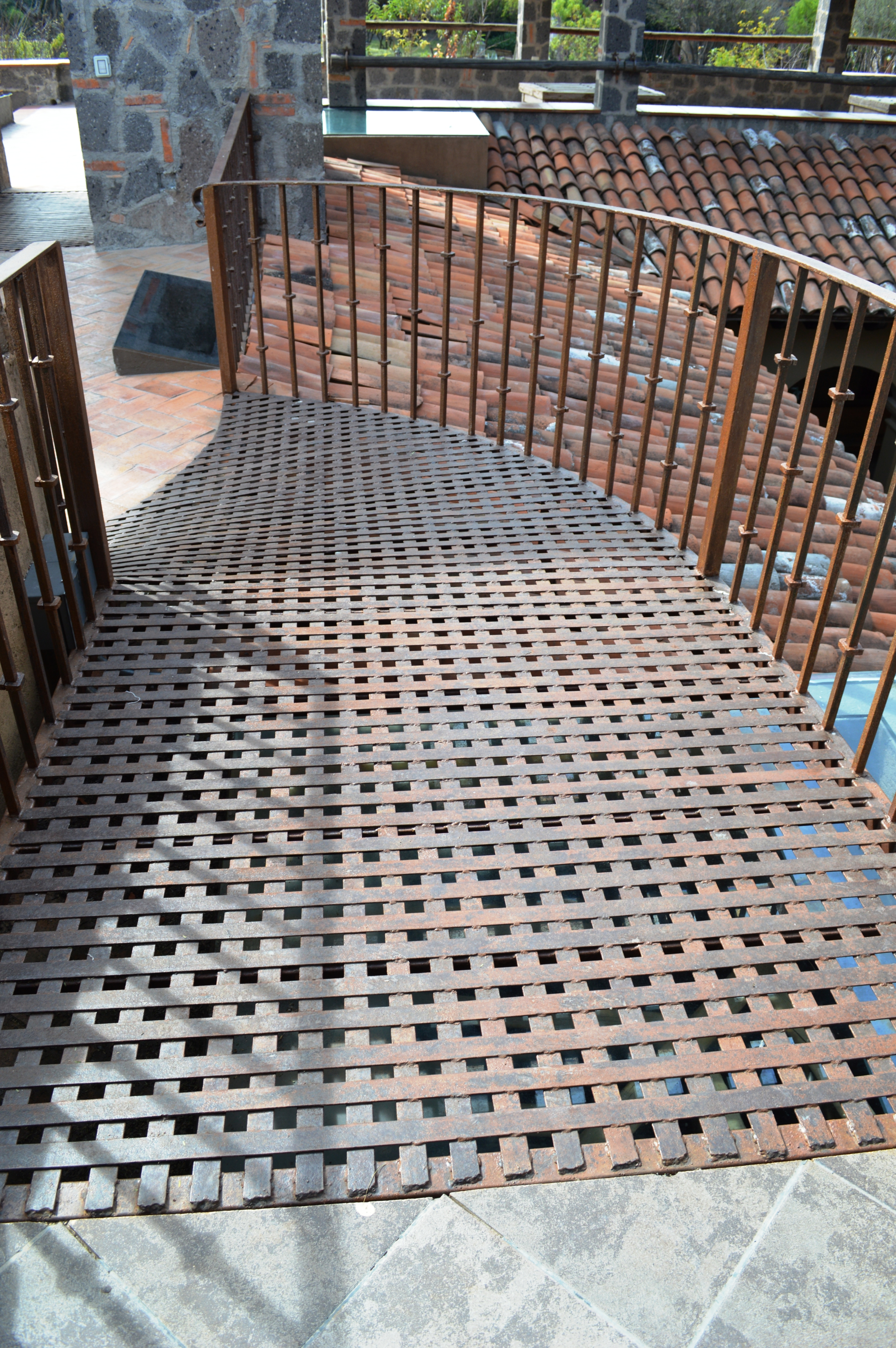
Pont en fer forgé reliant deux ponts supérieurs de la maison principale du centre d'étude et de recherche Hacienda Santa Clara à San Miguel Allende.

Malgré son histoire en tant que centre minier d'argent, il n'y a qu'une petite quantité d'orfèvrerie d'argent dans l'état,. Il n'y a que trois ou quatre ateliers d'argent dans la ville de Guanajuato, axés sur la bijouterie fine.
La ferronnerie d'art se retrouve sur de nombreux bâtiments de l'État comme les balustrades de balcon, les lampadaires, les portes et plus encore. Elle est également utilisée pour fabriquer des meubles tels que des tables et des chaises. Le fer et l'acier sont également utilisés pour fabriquer des couteaux, des machettes et des accessoires pour les charrettes, en particulier à León.
San Miguel de Allende fabrique des articles en étain. Les miroirs encadrés sont les plus importants de ce type, les cadres en étain contenant souvent des carreaux de céramique.
Les pièces en bronze patiné sont fabriquées à Salamanca. La teinte verte est produite par l'application de produits chimiques sur les pièces.

### Cire
Les figurines en cire étaient autrefois très populaires dans l'état, mais cela a presque disparu. Les bougies en cire sculptée sont des bougies ornées d'un arrangement élaboré de copeaux de cire, formés en motifs tels que des fleurs, des animaux, des figures géométriques et plus encore. Au Mexique, l'artisanat est connu sous le nom de cera escamada (cire écaillée). Les moines espagnols l'ont introduit pour que des artisans indigènes créent ces bougies pour des occasions spéciales. Ces pièces peuvent être assez grandes, pesant jusqu'à 50 kilos. Aujourd'hui, la plupart sont faits pour les fêtes des saints patrons et pour les compétitions artisanales, mais seulement dans la ville de Salamanque,.

### Autres artisanats

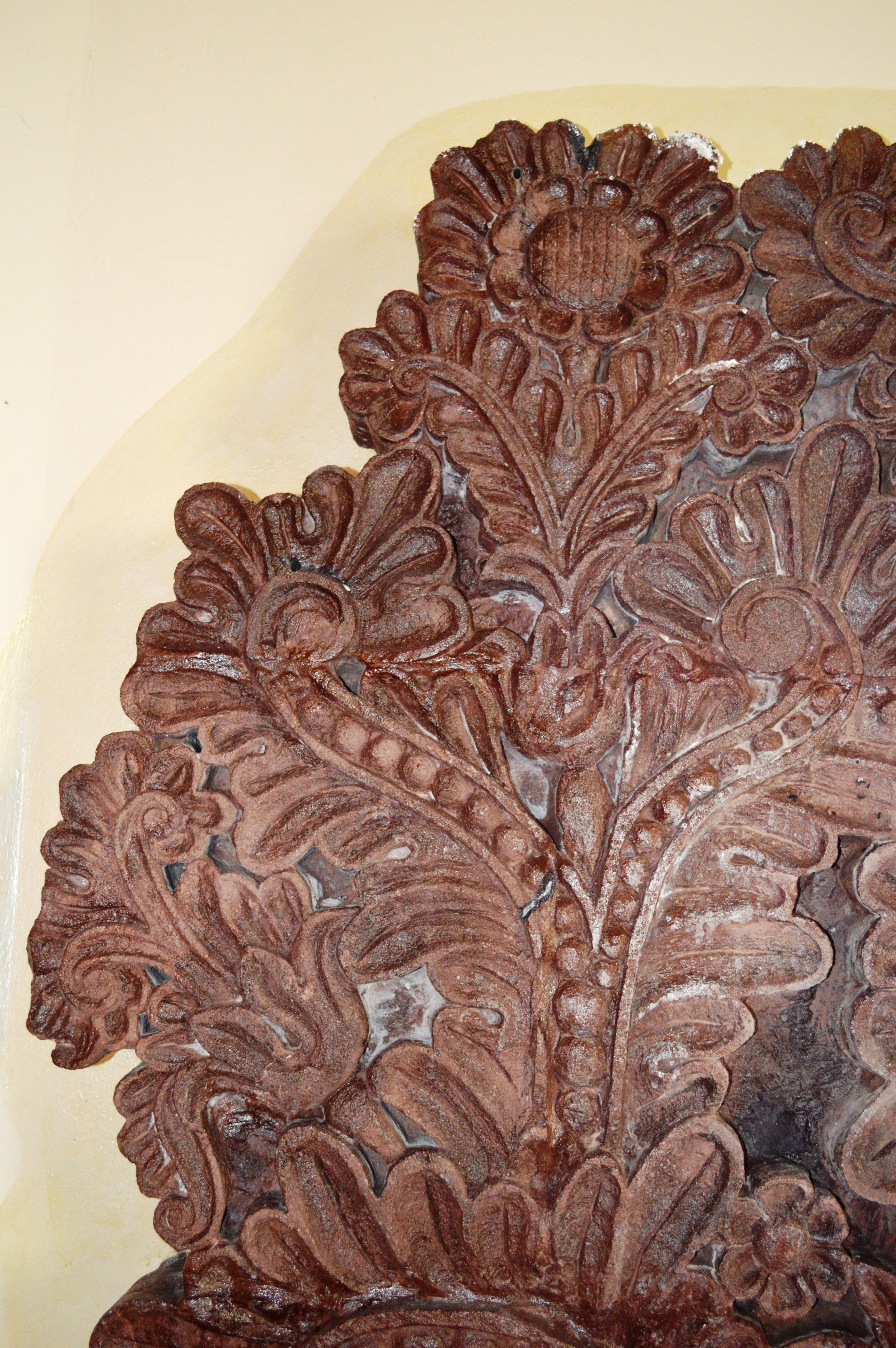
Détail du travail de la pierre à l'intérieur de la chapelle de l'Hacienda Santa Clara.

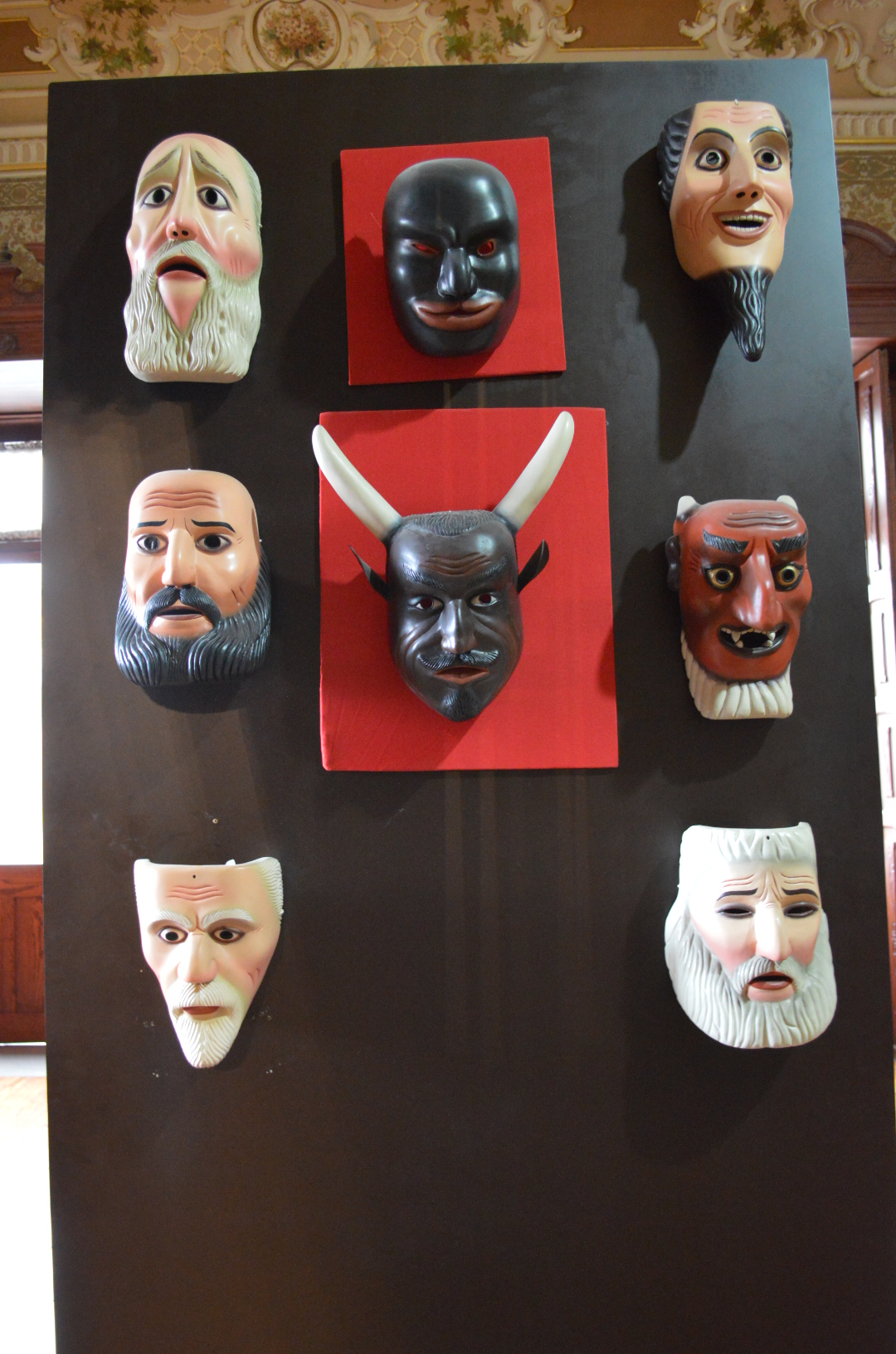
Masques de l'État de Guanajuato au Musée national du masque.

Les costumes de charro sont fabriqués dans plusieurs parties de l'état, avec les chapeaux fabriqués à San Francisco del Rincón en particulier. Depuis le XVIIIe siècle, ils sont traditionnellement fabriqués à partir de feuilles de palmiers provenant du Michoacán. En général, le travail est divisé par sexe, les femmes créant et cousant les fines tresses. Les hommes font le reste, pressant, façonnant et finissant. Aujourd'hui, une grande partie du palmier est remplacée par des fibres synthétiques.
Pendant la période coloniale, le bois était utilisé pour sculpter la plupart des icônes religieuses des églises et des maisons. Cette tradition se perpétue à Guanajuato, en conservant l'essentiel du style baroque original. Une ville particulièrement connue pour ce travail est Apaseo el Grande.
La fabrication de bonbons traditionnels est importante. Le plus remarquable est le « cajete » (dulce de leche) fabriqué à Celaya. La grande variété de fruits qui poussent dans l'état, en particulier dans le Bajio, sont transformés en pâtes sucrées appelées « ate » (pâte de coing). Dans la ville de Guanajuato, les bonbons appelés charamuscas correosas (tire moelleuse) et non correosas (tire non moelleuse) sont fabriqués. Les deux sont disponibles dans différentes couleurs et se distinguent par leur forme de momies, imitant celles, célèbres, que l'on trouve dans la capitale.
Parmi les autres artisanats de l'État, citons les paniers à Coroneo, les ceintures décorées avec du fil istle (piteado) à Manuel Doblado, les articles istle en Pénjamo, les masques pour la danse du « Torito » à Silao et les articles en pierre volcanique de Comonfort.